# Luis Váez de Torres
Luis Váez de Torres (1565 circa – 1610 circa) è stato un navigatore spagnolo, noto per aver dato il nome all'omonimo stretto che separa Australia e Papua Nuova Guinea.

## Biografia
Non si conosce nulla dei primi anni di Torres, ma ad un certo punto egli entrò a servizio della Spagna e si recò in Sud America.
Nel 1605 navigò da Callao nel Perù spagnolo, come secondo in comando di Pedro Fernández de Quirós, in un viaggio di esplorazione del Pacifico sud occidentale, durante il quale Torres era al comando della nave San Pedro.
Nel maggio del 1606 raggiunsero le isole che Quirós battezzò Austrialia de Espiritu Santo (l'attuale Vanuatu). 
Mentre navigavano attorno alle isole, l'imbarcazione di Quirós fu spazzata via dal mare, costringendone il rientro in Messico.
Dopo aver cercato Quirós senza alcun successo, e presumendo che fosse scomparso in mare, Torres riprese il viaggio designato verso Manila attraverso le Molucche. 
Nel giugno 1607 Torres salpò. Venti contrari gli impedirono di prendere la via diretta lungo la costa nord della Nuova Guinea; così passò lungo la costa sud, attraverso uno stretto largo 150 km che ora porta il suo nome.
Per molti anni si pensò che Torres avesse preso una via vicina alla costa della Nuova Guinea, ma nel 1980 lo storico e marinaio del Queensland Brett Hilder dimostrò che era più probabile che Torres avesse preso una rotta più meridionale, dalla quale potrebbe certamente aver visto Capo York, l'estremità settentrionale dell'Australia. 
Sembra che Torres passò il resto della sua vita a Manila, ove lasciò un resoconto del suo viaggio, che il geografo scozzese Alexander Dalrymple vide nel 1769 e fu questi che diede allo stretto il nome di Torres.
James Cook, che sapeva dello stretto, ci passò dopo aver scoperto la costa orientale dell'Australia nel 1770, durante il suo primo viaggio nel Pacifico.